# Faro
Faro este un municipiu din Portugalia, port la Oceanul Atlantic, situat în districtul Faro, în regiunea Algarve, fiind capitala ambelor subdiviziuni. Este cel mai sudic oraș din Portugalia Continentală. Populația municipiului e de 64.560 de locuitori (2011), iar suprafața de 202,57 km2. Populația propriu-zisă a orașului este de 50.000 de locuitori.

## Clima
| Date climatice pentru Faro | Date climatice pentru Faro | Date climatice pentru Faro | Date climatice pentru Faro | Date climatice pentru Faro | Date climatice pentru Faro | Date climatice pentru Faro | Date climatice pentru Faro | Date climatice pentru Faro | Date climatice pentru Faro | Date climatice pentru Faro | Date climatice pentru Faro | Date climatice pentru Faro | Date climatice pentru Faro |
| Luna | Ian                        | Feb                        | Mar                        | Apr                        | Mai                        | Iun                        | Iul                        | Aug                        | Sep                        | Oct                        | Nov                        | Dec                        | Anual                      |
| --- | -------------------------- | -------------------------- | -------------------------- | -------------------------- | -------------------------- | -------------------------- | -------------------------- | -------------------------- | -------------------------- | -------------------------- | -------------------------- | -------------------------- | -------------------------- |
| Maxima medie °C (°F) | 16.1 (61)                  | 16.9 (62,4)                | 19.1 (66,4)                | 20.4 (68,7)                | 22.8 (73)                  | 26.4 (79,5)                | 29.2 (84,6)                | 28.8 (83,8)                | 26.6 (79,9)                | 23.2 (73,8)                | 19.6 (67,3)                | 17.0 (62,6)                | 22,2 (72)                  |
| Media zilnică °C (°F) | 12.0 (53,6)                | 12.8 (55)                  | 14.8 (58,6)                | 16.1 (61)                  | 18.4 (65,1)                | 21.9 (71,4)                | 24.2 (75,6)                | 24.1 (75,4)                | 22.3 (72,1)                | 19.3 (66,7)                | 15.7 (60,3)                | 13.3 (55,9)                | 17,9 (64,2)                |
| Minima medie °C (°F) | 7.9 (46,2)                 | 8.7 (47,7)                 | 10.5 (50,9)                | 11.8 (53,2)                | 14.0 (57,2)                | 17.3 (63,1)                | 19.1 (66,4)                | 19.4 (66,9)                | 18.0 (64,4)                | 15.3 (59,5)                | 11.7 (53,1)                | 9.6 (49,3)                 | 13,6 (56,5)                |
| Minima istorică °C (°F) | −1.2 (29,8)                | −1.2 (29,8)                | 2.3 (36,1)                 | 3.6 (38,5)                 | 6.7 (44,1)                 | 8.0 (46,4)                 | 11.9 (53,4)                | 13.1 (55,6)                | 9.9 (49,8)                 | 7.8 (46)                   | 2.7 (36,9)                 | 1.2 (34,2)                 | −1,2 (29,8)                |
| Precipitații mm (inches) | 59.3 (2.335)               | 52.0 (2.047)               | 39.4 (1.551)               | 38.6 (1.52)                | 21.7 (0.854)               | 4.3 (0.169)                | 1.8 (0.071)                | 3.9 (0.154)                | 23.2 (0.913)               | 60.1 (2.366)               | 90.4 (3.559)               | 114.1 (4.492)              | 508,8 (20,031)             |
| Nr. de zile cu precipitații (≥ 0.1 mm)                                                                                          | 12                         | 13                         | 9                          | 10                         | 7                          | 4                          | 1                          | 1                          | 3                          | 9                          | 10                         | 11                         | 90                         |
| Ore însorite | 170.5                      | 165.2                      | 232.5                      | 252.0                      | 313.1                      | 333.0                      | 368.9                      | 353.4                      | 273.0                      | 226.3                      | 183.0                      | 167.4                      | 3.038,3                    |
| Sursă: Instituto de Meteorologia, World Meteorological Organization (precipitation days), Hong Kong Observatory(sunshine hours) |                            |                            |                            |                            |                            |                            |                            |                            |                            |                            |                            |                            |                            |

## Personalități născute aici
- Vítor Machado Ferreira (cunoscut ca Vitinha, n. 2000), fotbalist.

## Orașe înfrățite
Faro este înfrățit cu:
- Huelva, Spania[9]
- Málaga, Spania[9]
- Tangier, Maroc (din 1954)[9]
- Bolama, Guineea-Bissau[9]
- Praia, Capul Verde[9]
- Príncipe, São Tomé și Príncipe[9]
- Bayonne, Franța[10]

## Galerie de imagini

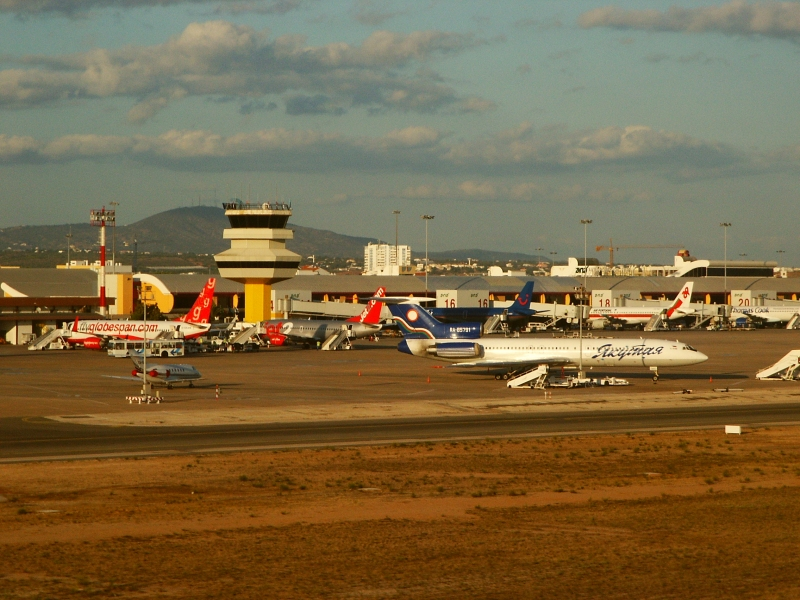
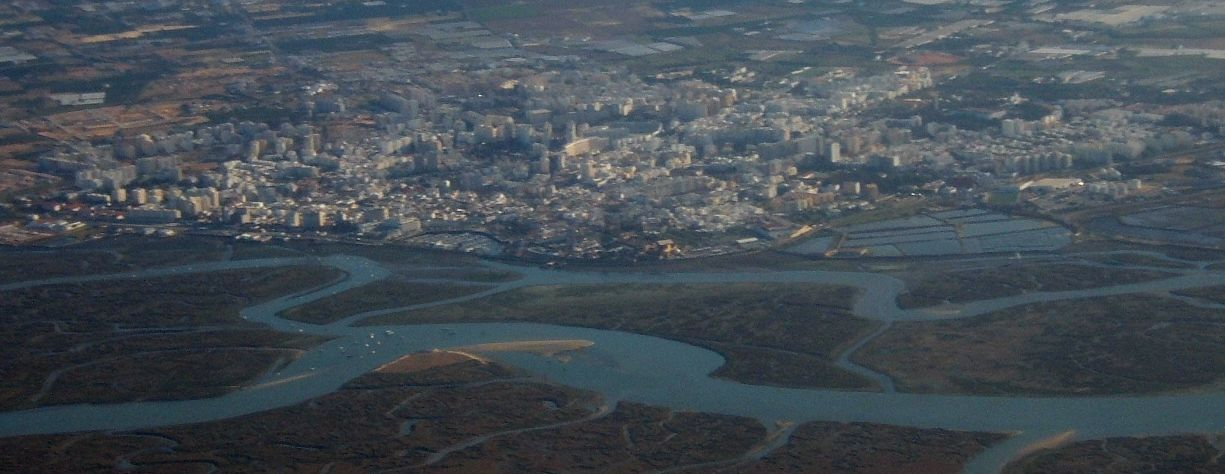
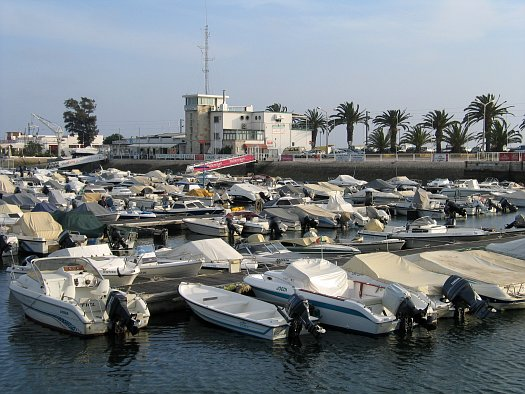
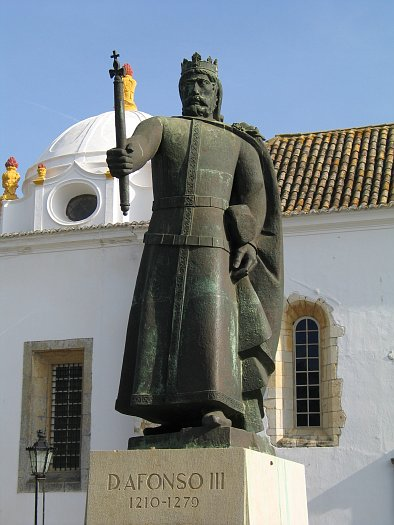
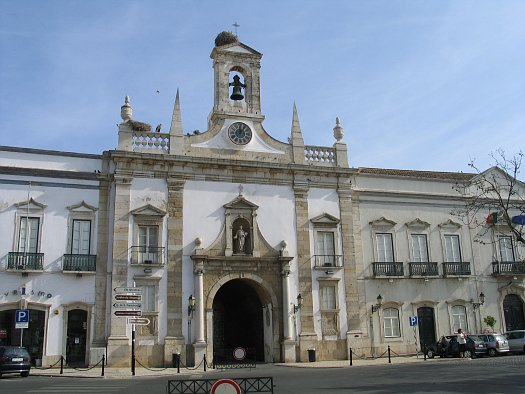
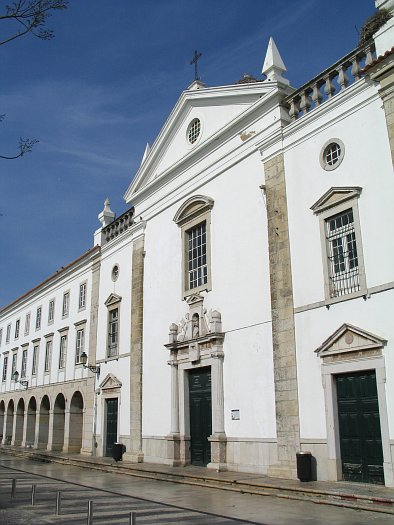
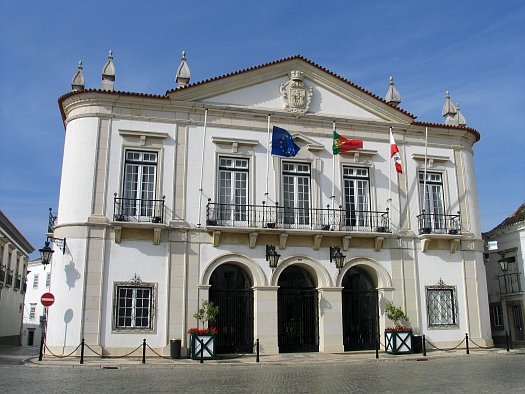
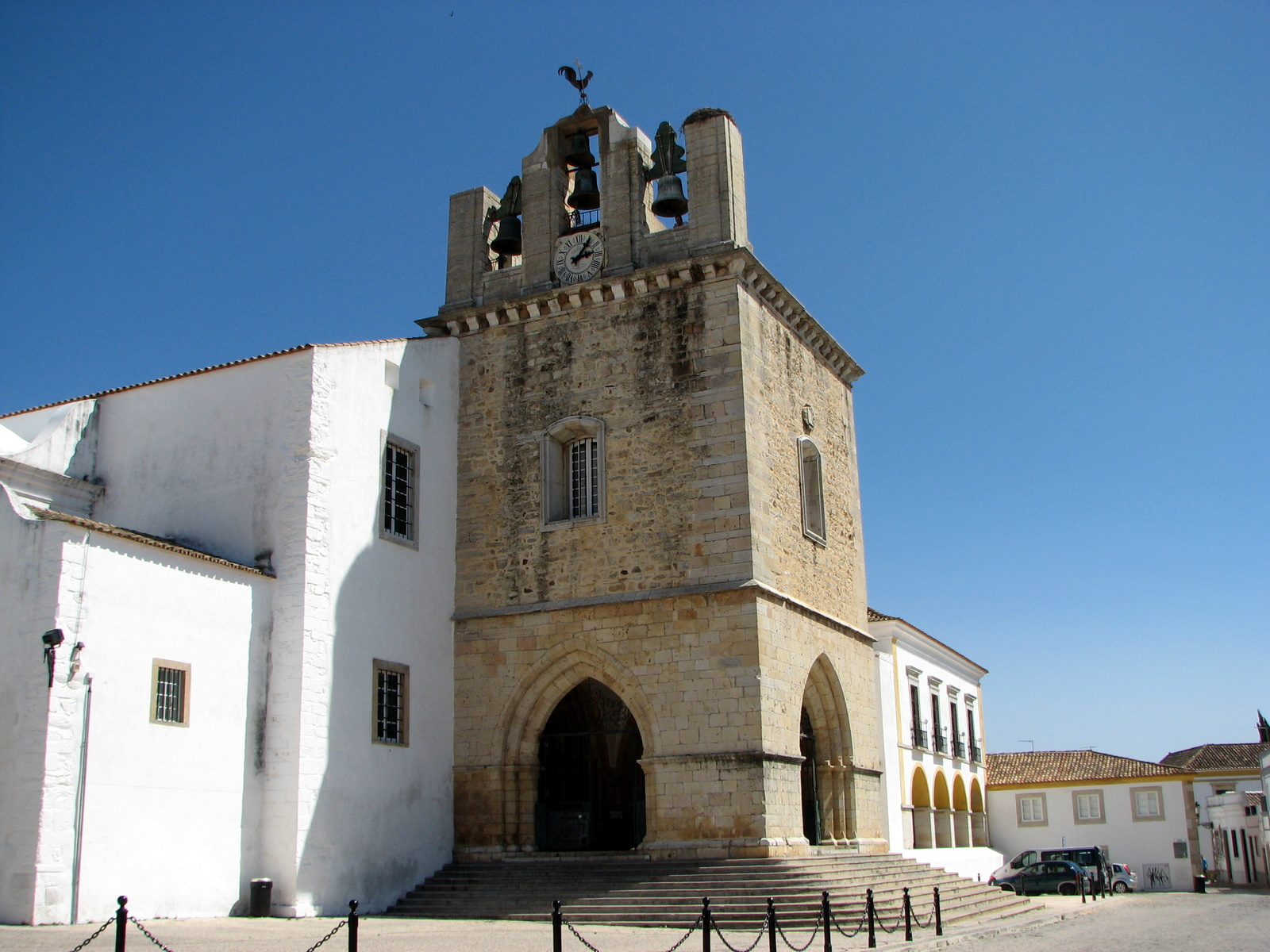
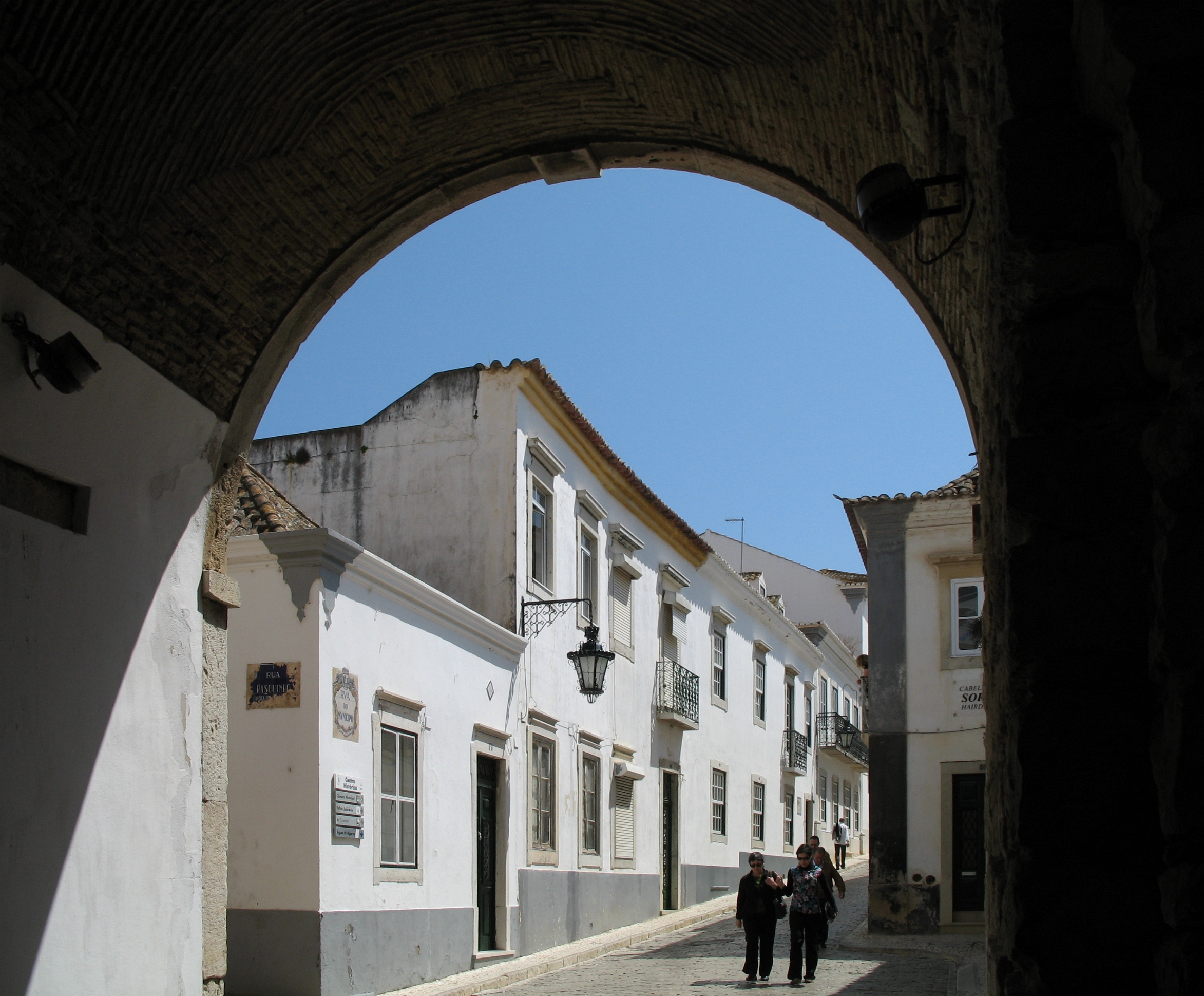
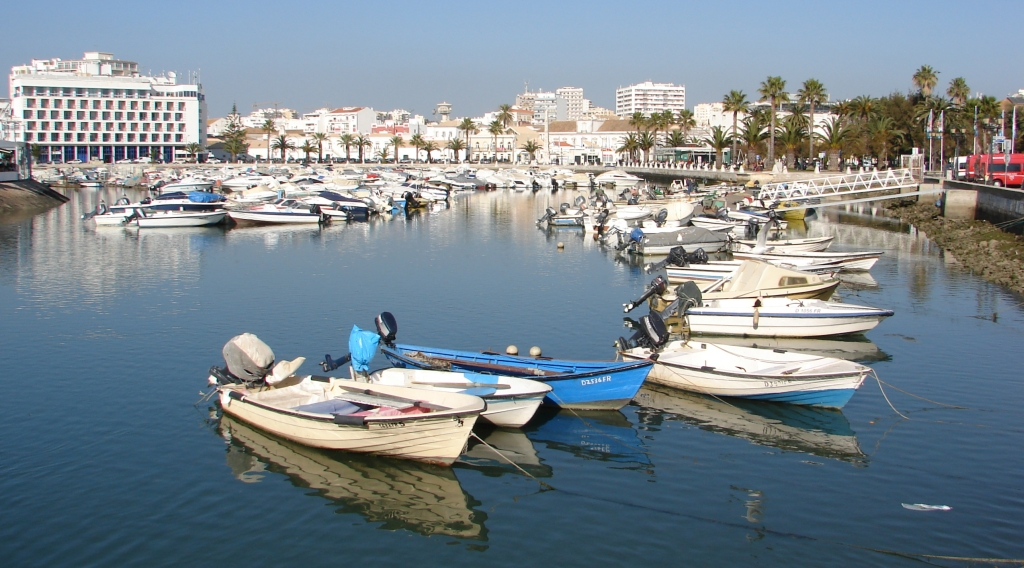
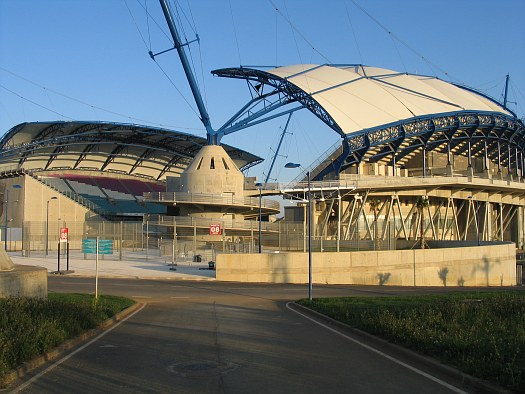
Estádio Algarve